# Abtwil
Abtwil é uma comuna da Suíça, no Cantão Argóvia, com cerca de 707 habitantes. Estende-se por uma área de 4,14 km², de densidade populacional de 171 hab/km². Confina com as seguintes comunas: Hohenrain (LU), Sins.
A língua oficial nesta comuna é o Alemão.
A Miss Suíça 2008, Amanda Ammann, é natural dessa comuna.